# توني روتين
توني روتين (بالإنجليزية: Tony Wroten)‏ مواليد 13 أبريل 1993 في رينتون، هو لاعب كرة سلة محترف أمريكي بدأ مسيرته الاحترافية في سنة 2012 حيث تم اختياره من قبل فريق ميمفيس غريزليس خلال الدرافت، يلعب مع فريق نيويورك نيكس في الرابطة الوطنية لكرة السلة كلاعب هجوم خلفي ويحمل الرقم 5. يبلغ طوله 6 قدم 6 بوصة (2.0 م).

## فرق لعب لها
- ميمفيس غريزليس
- فيلادلفيا سفنتي سيكسرز
- نيويورك نيكس

## إحصائيات المسيرة

### الموسم الاعتيادي
| السنة   | الفريق                 | لعب | بدأ | دقيقة | ميداني% | ثلاثية | حرة  | ارتداد | صنع | استلاب | تصدي | نقطة |
| ------- | ---------------------- | --- | --- | ----- | ------- | ------ | ---- | ------ | --- | ------ | ---- | ---- |
| 2012–13 | ميمفيس غريزليس         | 35  | 0   | 7.8   | .384    | .250   | .724 | .8     | 1.2 | .2     | .1   | 2.6  |
| 2013–14 | فيلادلفيا سفنتي سيكسرز | 72  | 16  | 24.5  | .427    | .213   | .641 | 3.2    | 3.0 | 1.1    | .2   | 13.0 |
| 2014–15 | فيلادلفيا سفنتي سيكسرز | 30  | 15  | 29.8  | .403    | .261   | .667 | 2.9    | 5.2 | 1.6    | .3   | 16.9 |
| 2015–16 | فيلادلفيا سفنتي سيكسرز | 8   | 3   | 18.0  | .338    | .176   | .541 | 2.6    | 2.5 | .4     | .0   | 8.4  |
| المسيرة |                        | 145 | 34  | 21.2  | .413    | .231   | .647 | 2.5    | 3.0 | .9     | .2   | 11.1 |

### التصفيات
| السنة   | الفريق         | لعب | بدأ | دقيقة | ميداني% | ثلاثية | حرة   | ارتداد | صنع | استلاب | تصدي | نقطة |
| ------- | -------------- | --- | --- | ----- | ------- | ------ | ----- | ------ | --- | ------ | ---- | ---- |
| 2013    | ميمفيس غريزليس | 6   | 0   | 2.8   | .182    | .000   | 1.000 | .7     | .3  | .2     | .0   | 1.3  |
| المسيرة |                | 6   | 0   | 2.8   | .182    | .000   | 1.000 | .7     | .3  | .2     | .0   | 1.3  |

## روابط خارجية
- توني روتين على موقع إن بي أي (الإنجليزية)
- توني روتين على موقع سبورتس رفرنس (الإنجليزية)
- توني روتين على موقع الدوري الإسباني لكرة السلة (الإسبانية)
- توني روتين على موقع كرة السلة الأوروبية.كوم (الإنجليزية)
- توني روتين على موقع إي إس بي إن.كوم (الإنجليزية)
- توني روتين على موقع كلية كرة السلة في سبورتس رفرنس.كوم (الإنجليزية)
- توني روتين على موقع ريلجم (الإنجليزية)
- توني روتين على موقع بروبوليرز (الإنجليزية)
- توني روتين على موقع سبورتس رفرنس (الإنجليزية)
- توني روتين على موقع سبورتس رفرنس (الإنجليزية)